# ایس ونچورا جونیور: کارآگاه حیوانات
ایس ونچورا جونیور: کارآگاه حیوانات (به انگلیسی: Ace Ventura Jr. : Pet Detective) یک تله‌فیلم، کمدی و ماجراجویانه آمریکایی محصول سال ۲۰۰۹ که دنباله مستقل ایس ونچورا: هنگامی که طبیعت فرا می‌خواند (۱۹۹۵) و بدون حضور بازیگر اصلی جیم کری و سومین قسمت از سری فیلم‌های، ایس ونچورا می‌باشد. تولید این فیلم در اورلاندو (فلوریدا) در ۱۷ سپتامبر ۲۰۰۷ آغاز شد و توسط دیوید میکی اونس کارگردانی شد.

## خلاصه داستان
ایس ونچورا جونیور (جاش فلیتر) پسر «کارآگاه حیوانات» عجیب و غریب ایس ونچورا (جیم کری) است که در کودکی ناپدید شده بود و تلاش می‌کند راه او را دنبال کند و این باعث ناراحتی مادرش ملیسا (ان کیوسک) شد که بارها سعی می‌کند او را منصرف کند. از انجام این کار در حال حاضر، او در تلاش است تا کشف کند که چه کسی پشت یک سری سرقت‌های حیوان خانگی است که در مدرسه او رخ می‌دهد، از جمله یک ماهی کپور گلگون متعلق به دختری به نام لورا، (اما لوکارت) که آیس جونیور به او علاقه دارد و ‌‌...

## بازخوردها
فیلم با نگاهی انتقادی به تصویر کشیده شد. فیلم تردد ۱½ ستاره از ۵ را به فیلم داد، و اظهار داشت: «ناامیدکننده است که این مرحله بعدی و به احتمال زیاد پایانی سری ایس ونچورا است.» کومان سنس مدیا به آن ۲ ستاره از ۵ ستاره داده‌است. به عنوان یک «بچه بامزه و حیوان دوست که در فیلمنامه خام گم شده‌است.» فیلم متروپولیس نیز یک نقد منفی ارائه کرد و گفت: "آنچه در وهله اول بسیار نوجوانانه بود، به معنای واقعی کلمه نوجوان می‌شود. اگر من بودم. یک بچه، ممکن است آن را دوست داشته باشم. اما من بچه نیستم و نداشتم».

## دنباله احتمالی
در ابتدا تصور می‌شد به دلیل عملکرد ضعیفش آخرین فیلم در مجموعه فیلم‌های ایس ونچورا باشد، در فوریه ۲۰۲۱ شایعه شد که دنباله جدیدی با ایوان پیترز در حال ساخت به عنوان «پسر آس ونتورا» است. تا مارس ۲۰۲۱، رسماً اعلام شد که دنباله مستقیم دو فیلم اول در استودیو آمازون در حال ساخت است و پت کیسی و جاش میلر، نویسندگان فیلم سونیک خارپشت، که جیم کری نیز در آن بازی کرد، به عنوان نویسندگان برای این فیلم معرفی شده‌اند.